# Gerardo Rubio Chacón
Gerardo Rubio Chacón (Herrera del Duque, de Badajoz, 1892 - 1914) fue un pintor español que por su muerte temprana no pudo desarrollar sus cualidades en la pintura.

## Trayectoria
Desde pequeño demostró su afición por el dibujo, que hacía incluso en el suelo con los carbones de la hoguera. Su padre quería dedicarle al campo, pero los deseos de su padre iban por el camino del arte. El padre se dio por vencido, y le puso un comercio. En una visita que realizó Adelardo Convarsí vio los dibujos de Gerardo y propicio su marcha a Badajoz. Allí fue alumno de la Escuela de Artes y Oficios, donde consiguió una beca para proseguir su formación en la Real Academia de Bellas Artes de San Fernando. Cuando hacía el servicio militar en Madrid, fue intervenido de apendicitis y murió en la operación con solo 22 años.
Dejó Gerardo numerosos dibujos de su época de aprendizaje y un buen número de óleos; algunos se han perdido o se han deteriorado por el paso del tiempo. En el museo de la Diputación de Badajoz se conservan dos de su primera época.